# ハリイ・タートルダヴ
ハリイ・タートルダヴ（Harry Turtledove、1949年6月14日 - ）は、アメリカ合衆国の作家。
軽い作風のファンタジーを書いたりしていたが、1992年に発表した "The Guns of the South" がヒューゴー賞候補に上がってからは、歴史改変SFを書き続け有名になった（1997年のサイドワイズ賞受賞）。 

## 経歴
カリフォルニア州出身。ルーマニア系ユダヤ人の子孫。
カリフォルニア工科大学中退。カリフォルニア大学ロサンゼルス校卒業。同大学Ph.D.取得（学位論文はビザンツ帝国史について）。

## 日本語訳作品
- 『精霊がいっぱい!』　(The Case of the Toxic Spell Dump)  佐田千織訳、ハヤカワ文庫 上下